# Municipalité de San Bernardo
San Bernardo est une des 39 municipalités de l'état de Durango, au Mexique. Le chef-lieu est le village de San Bernardo. Sa superficie est de 2078 km2.
En 2010 la population totale de la municipalité il était de 3433 habitants.
La municipalité a 109 localités, aucune ne dépasse les 1000 habitants.